# BB Brunes
BB Brunes is een in 2006 opgerichte Franse rockband die bestaat uit de leden
- Adrien Gallo, (geb. 2 juli 1988) - zang en gitaar
- Félix Hemmen, (geb. 17 november 1989) - gitaar
- Karim Réveillé, (geb. 14 december 1987) - drum
- Bérald Crambes, (geb. 5 mei 1987) - basgitaar

## Discografie

### Albums
| Blonde Comme Moi | 2007 | - |  |

### Singles
| Single met eventuele hitnotering(en) in de Nederlandse Top 40 | Datum van verschijnen | Datum van binnenkomst | Hoogste positie | Aantal weken | Opmerkingen |
| ------------------------------------------------------------- | --------------------- | --------------------- | --------------- | ------------ | ----------- |
| Le Gang                                                       | 2006                  | -                     |                 |              |             |
| Dis Moi                                                       | 2007                  | -                     |                 |              |             |
| Houna                                                         | 2008                  | -                     |                 |              |             |
| Perdus Cette Nuit                                             | 2008                  | -                     |                 |              |             |
| J'écoute les Cramps                                           | 2008                  | -                     |                 |              |             |
| Mr Hyde                                                       | 2008                  | -                     |                 |              |             |